# Cimetière militaire Godezonne Farm
 (février 2023).
Le cimetière militaire Godezonne Farm ou Godezonne Farm Cemetery est un cimetière de la Commonwealth War Graves Commission (CWGC) dédié aux soldats morts durant la Première Guerre mondiale, situé dans le Heuvelland, dans le saillant d'Ypres sur le front occidental, en Belgique.

## Description
Le cimetière tire son nom de la ferme dans laquelle il a été fondé. En février 1915, les Royal Scots et le Middlesex Regiment le creusent dans le jardin de la ferme Godezonne. Il a été utilisé à nouveau en 1916 pour trois autres sépultures et à nouveau après l'armistice pour concentrer les sépultures de champ de bataille du nord et de l'est. Il a été conçu par William Harrison Cowlishaw.
Le terrain du cimetière a été attribué au Royaume-Uni à perpétuité par le roi Albert Ier de Belgique en reconnaissance des sacrifices consentis par l'Empire britannique dans la défense et la libération de la Belgique pendant la guerre.